# Anne Rasmussen
Anne Rasmussen (* 1974) ist eine dänische Politikwissenschaftlerin, die gleichzeitig Professorin an der Universität Kopenhagen, dem King’s College London und der Universität Bergen ist.

## Leben
Rasmussen machte im Juni 1997 ihr Bachelor-Examen im Fach Politikwissenschaft an der Universität Aarhus, im Oktober 1999 den Master-Abschluss (Politische Ökonomie) an der britischen University of Essex und wurde im Juni 2006 an der Universität Kopenhagen zur Ph.D. (Politikwissenschaft) promoviert.
Nach dem Master-Examen arbeitete sie für das Generalsekretariat der Europäischen Union (1999–2000), als Forschungsassistentin im dänischen Finanzministerium (2000–2001) und als Beraterin der Rambøll Group (2001–2003). Nach der Promotion war sie als Assistent Professor und Forschungsmitarbeiterin in Florenz und in Leiden tätig. An der Universität Leiden war sie dann von 2013 bis 2021 Associate Professor (Universitair Hoofddocent). Seit 2018 ist sie Professor II an der Universität Bergen, seit 2016 Full Professor an der Universität Kopenhagen und seit Februar 2023 Full Professor am Londoner King’s College. Seit 2010 ist sie zudem Fellow am Montesquieu Institute der niederländischen Universität Maastricht. Außerdem war sie Gastforscherin an verschiedenen US-amerikanischen Hochschulen. Seit 2022 ist sie Herausgeberin der Fachzeitschrift Interest Groups & Advocacy.
In ihrer Forschung untersucht Rasmussen
- die Rolle von Interessengruppen in der Politik
- politische Repräsentation
- Wahrnehmung der öffentlichen Meinung
- öffentliche Politik
- sozialen Medien
- Geschlecht
- bürgerliches Engagement
- politische Parteien.

Ihre Forschungen wurden bislang von der Europäischen Kommission, dem European Consortium for Political Research, dem British Council, der European Science Foundation sowie den dänischen und niederländischen Forschungsräten unterstützt.